# グルポ・カルソ
グルポ・カルソ（Grupo Carso, S.A.B. de C.V.）は、メキシコのカルロス・スリムが所有する国際的コングロマリット企業。1980年にコルポラシオン・インドゥストリアル・カルソとグルポ・インブルサが合併して誕生した。「カルソ」という名前は「Carlos Slim」とその妻である「Soumaya Domit de Slim」をつなげたものに由来する。
2014年5月、グルポ・カルソの株式市場の資本は120億米ドルを越える。
1996年、カルソ・グルーバル・テレコム（テルメックス、テルセル、アメリカ・モービルを含む）がグルポ・カルソから分離した。

## 部門
公式サイトによる。

### 工業・製造業
2023年に売上の31%、営業利益の34%を占める。
- グルポ・コンドゥメクス  (es:Grupo Condumex) 
  - 製品：ケーブル（電気、電話、電子、同軸、光ファイバー、鉱業用、自動車用など）、自動車のハーネスケーブル、精密鋼管、変圧器、代替エネルギー
  - ブランド名：コンドゥメクス、ラティンカサ、ビナネル、コンドゥラク、IEM、プレシトゥボ、シットコム、ミクロム、シネルヒア、エキテル、ログテック

### 商業
2023年に売上の52%、営業利益の41%を占める。
- グルポ・サンボーンズ
  - DAX（化粧品・薬・雑貨）
  - iShopMixup（電化製品・音楽）
  - Sanborns（商店つきレストラン）
  - シアーズ・メキシコ

### インフラ・建設
2023年に売上の19%、営業利益の19%を占め、以下の部門のサービスを提供する：化学および石油、パイプライン敷設、インフラ、土木、住宅計画。
- 建設対象：道路、トンネル、水処理プラント、インフラの工事。化学・石油産業のための石油プラットフォームと道具。油田・地熱用の井戸の掘削および掘削サービス。ショッピングセンター、工業プラント、オフィスビル、住宅、電気通信施設、ガスパイプライン、送水路。
- ブランド：CICSA、Swecomex、Bronco Drilling、Cilsa(Constructora de Infraestructura Latinoamericana, S.A.)、GSM、PC Constructiones、Urvitec

### 通信
- カルソ・グルーバル・テレコム（1996年にグループから分離）

### エネルギー
エネルギーおよび石油産業に参加している。現在メキシコ電力公社(CFE)のためのガス運搬サービスを運営している。メキシコおよび他の国のエネルギー改革に発するビジネスチャンスを遂行している。
主要なブランドにカルソ・エネルギー、カルソ石油・ガス、カルソ電気がある。

### 研究開発
- CIDEC (Centro de Investigación y Desarrollo CARSO：カルソ研究開発センター) ケレタロ州の2つの部門から構成される[4]。
  - Jurica：研究開発プロジェクトに注力する。プロトタイプの製造とテクノロジーの実装を可能にする研究所とパイロットプラントを有し、それらが後にスケーリングされてグルポ・カルソの運営に移管される[5]。
  - テクニカル・センター：自動車メーカーから依頼された電気・電子システムの開発を担当する。主に自動車用プログラムのための組み込みソフトウェア開発も行う[5]。